# Pont de Porto-Novo
Le pont Porto-Novo est un pont en béton qui permet de traverser la lagune de Porto-Novo. Il est le seul pont permettant de relier la ville de Porto-Novo à celle de Sèmè-Kpodji.

## Caractéristiques techniques
Le pont est long d'environ 330 mètres et a été construit entre 1981 et 1983. À l'origine il a été conçu comme un pont mixte destiné au trafic routier et au trafic ferroviaire.

## Réhabilitation
En octobre 2013 le gouvernement du Président Boni Yayi entame le projet de construction du troisième pont de Porto-Novo grâce à un  projet de ratification d’accords de prêts pour la réalisation des infrastructures socio-communautaires par l'Assemblée Nationale.